# Allsvenskan de 1977
A Primeira Divisão do Campeonato Sueco de Futebol da temporada 1977, denominada oficialmente de Allsvenskan 1977, foi a 53º edição da principal divisão do futebol sueco. O campeão foi o Malmö FF que conquistou seu 12º título na história da competição.

## Classificação final
| Pos. | Equipe          | J  | V  | E  | D  | GP | GC | Pts | SG  |
| ---- | --------------- | -- | -- | -- | -- | -- | -- | --- | --- |
| 1    | Malmö FF        | 26 | 15 | 8  | 3  | 41 | 19 | 38  | +22 |
| 2    | IF Elfsborg     | 26 | 10 | 11 | 5  | 37 | 23 | 31  | +14 |
| 3    | Kalmar FF       | 26 | 12 | 7  | 7  | 37 | 30 | 31  | +7  |
| 4    | IFK Norrköping  | 26 | 11 | 9  | 6  | 42 | 36 | 31  | +6  |
| 5    | Landskrona BoIS | 26 | 12 | 5  | 9  | 43 | 34 | 29  | +9  |
| 6    | IFK Göteborg    | 26 | 9  | 9  | 8  | 48 | 49 | 27  | -1  |
| 7    | Hammarby IF     | 26 | 10 | 6  | 10 | 28 | 37 | 26  | -9  |
| 8    | Halmstads BK    | 26 | 8  | 9  | 9  | 39 | 33 | 25  | +6  |
| 9    | Östers IF       | 26 | 8  | 9  | 9  | 31 | 25 | 25  | +6  |
| 10   | Djurgårdens IF  | 26 | 7  | 10 | 9  | 34 | 37 | 24  | -3  |
| 11   | AIK Fotboll     | 26 | 5  | 13 | 8  | 31 | 37 | 23  | -6  |
| 12   | Örebro SK       | 26 | 6  | 10 | 10 | 30 | 35 | 22  | -5  |
| 13   | IFK Sundsvall   | 26 | 5  | 10 | 11 | 32 | 43 | 20  | -11 |
| 14   | BK Derby        | 26 | 3  | 6  | 17 | 18 | 53 | 12  | -35 |

## Premiação
| Allsvenskan 1977              |
| Sweden                        |
| ----------------------------- |
| MALMÖ FF Campeão (12º título) |

## Artilharia
|    | Jogador         | Clube           | Gols |
| -- | --------------- | --------------- | ---- |
| 1. | Reine Almqvist  | IFK Göteborg    | 15   |
| 1. | Mats Aronsson   | Landskrona BoIS | 15   |
| 3. | Thomas Ahlström | IF Elfsborg     | 11   |
| 3. | Sanny Åslund    | AIK             | 11   |
| 3. | Tommy Hansson   | Malmö FF        | 11   |